# Dubrivka (okres Chust)
Dubrivka, ukrajinsky Дубрівка, rusínsky Дубрӯвка, maďarsky Cserhalom, je obec v Iršavské městské komunitě (hromadě), v okrese Chust v Zakarpatské oblasti Ukrajiny. V roce 2025 v této obci žilo 2254 obyvatel, z toho v Dubrivce 1131 obyvatel.

## Části obce
- Dubrivka
- Mala Roztoka
- Velyka Roztoka

## Sakrální stavby
- 2 chrámy zasvěcené Narození Panny Marie
- ženský klášter sv. Jana Křtitele[2]